# Huancané (Peru)
Huancané ist die Hauptstadt der Provinz Huancané in der Region Puno in Süd-Peru. Huancané liegt im gleichnamigen Distrikt. Die Stadt hatte beim Zensus 2017 7521 Einwohner. 10 Jahre zuvor wurden 7332 Einwohner gezählt.

## Geographische Lage
Die auf einer Höhe von 3841 m gelegene Stadt befindet sich im Altiplano Perus nordwestlich des Titicacasees. Sie liegt 2 Kilometer östlich vom Unterlauf des Río Huancané. Der Titicacasee befindet sich in einer Entfernung von knapp 6 km. Die Großstadt Juliaca liegt etwa 50 km südwestlich von Huancané.

## Territorialprälatur Huancané
Huancané ist seit 2019 der Sitz der Territorialprälatur Santiago Apóstol de Huancané, in Peru üblicherweise als „Prälatur Huancané“ (Prelatura de Huancané) bezeichnet.